# Smoke (Jazzclub)
Smoke (Smoke Jazz & Supper Club) ist ein Jazzclub in New York City, an den das Musiklabel Smoke Sessions abgeschlossen ist.
Der Smoke Jazz & Supper Club befindet sich am Broadway in Upper West Side von Manhattan  (2751 Broadway, New York, NY 10025). Er wurde 1999 in den Räumlichkeiten der vormaligen Augie's Jazz Bar (1976–98) gegründet. Paul Auster, der häufig Gast im Augie's war, hatte das Drehbuch für den Spielfilm Smoke (1995) geschrieben; die neuen Besitzer Paul Stache and Frank J. Christopher benannten ihren neuen Club daher Smoke.
Sieben Abende die Woche finden in dem Club Konzerte mit bekannten Gruppen (jeweils drei Sets) statt; am späten Abend gibt es zusätzlich ein weiteres Konzert mit lokalen Bands (oder eine Session), für das kein Eintritt bezahlt werden muss. Sonntags gibt es ein Brunch-Konzert. Ab 2000 entstanden dort Konzertmitschnitte u. a. von David Berkman, Freddie Bryant,  Jimmy Cobb, Wayne Escoffery, Harold Mabern (Right On Time, 2013), Jeremy Pelt; weitere Aufnahmen, u. a. von Cyrus Chestnut, Joe Farnsworth, Louis Hayes, Javon Jackson, Eric Reed, Eddie Henderson, Peter Bernstein (What Comes Next, 2020) oder Harold Maberns Studioalbum To Love and Be Loved erschienen auf dem Club-eigenen Label Smoke Sessions Records.

## Diskographische Hinweise
- Freddie Bryant & Kaleidoscope: Live at Smoke (Fresh Sound), u. a. mit Chris Cheek
- One for All: Live at Smoke, Vol. 1 (Criss Cross Jazz, 2001), mit Jim Rotondi, Steve Davis, Eric Alexander, David Hazeltine, Peter Washington, Joe Farnsworth
- Satoshi Inoue/Kiyoshi Kitagawa: Live at Smoke (What’s New, 2002)
- The Uptown Quintet: Live in New York (Cellar Live, 2004), u. a. mit Ryan Kisor
- The Smoke Sessions (Smoke Jazz, 2005–2009), u. a. mit Bruce Barth, Steve Turre, Cedar Walton
- Eric Alexander & Vincent Herring: The Battle – Live at Smoke (HighNote, 2005), mit Mike LeDonne, John Webber, Carl Allen
- Mike LeDonne: On Fire (Savant, 2006) mit Eric Alexander, Peter Bernstein, Joe Farnsworth
- Wayne Escoffery: Veneration (Savant, 2006), mit Joe Locke, Hans Glawischnig, Lewis Nash
- David Berkman: Live at Smoke (Challenge,  2006), mit Jimmy Greene, Ed Howard, Ted Poor
- Jeremy Pelt: Shock Value: Live at Smoke (Maxjazz, 2007), mit Frank LoCrasto, Al Street, Gavin Fallow, Dana Hawkins, Becca Stevens
- The Smoke Sessions  (Smoke Jazz, 2009), mit Eddie Henderson, Steve Turre, Mike LeDonne, John Webber, Joe Farnsworth
- Vincent Herring/Cyrus Chestnut/Brandi Disterheft/Joe Farnsworth: The Uptown Shuffle (Smoke Sessions, 2013)
- Javon Jackson: Expression  (Smoke Sessions7, 2013), mit Orrin Evans, Corcoran Holt, McClenty Hunter
- Eric Reed: Groovewise (Smoke Sessions, 2013), mit Seamus Blake, Ben Williams, Gregory Hutchinson
- David Hazeltine/Seamus Blake/David Williams/Joe Farnsworth: For All We Know (Smoke Sessions, 2013)
- Cyrus Chestnut: Midnight Melodies  (Smoke Sessions, 2013), mit Curtis Lundy, Victor Lewis
- Good Fellows USA and Japan: Live at Smoke (Monky's, 2014), mit Vincent Herring, Eric Alexander, Toru Dodo, Motoi Kanamori, Yoichi Kobayashi